# Moscow Ladies Open 1995
Il Moscow Ladies Open 1995 è stato un torneo di tennis che si è giocato sul sintetico indoor. Il torneo faceva parte del circuito Tier III nell'ambito del WTA Tour 1995. Si è giocato allo Stadio Olimpico di Mosca in Russia, dal 18 al 23 settembre 1995.

## Campionesse

### Singolare
Magdalena Maleeva ha battuto in finale  Elena Makarova con il punteggio di 6–4, 6–2

### Doppio
Meredith McGrath /  Larisa Neiland hanno battuto in finale  Anna Kurnikova /  Aleksandra Olsza con il punteggio di 6–1, 6–0